# Барань, Иштван
Иштван Барань (венг. Bárány István; 20 декабря 1907 — 21 декабря 1995) — венгерский пловец, призёр Олимпийских игр.
Иштван Барань родился в 1907 году в Эгере. В 1924 году он принял участие в Олимпийских играх в Париже на дистанции 100 м вольным стилем, но не завоевал наград. В 1926 году он завоевал золотую и серебряную медали чемпионата Европы, в 1927 — серебряную и бронзовую медали. В 1928 году на Олимпийских играх в Амстердаме Иштван Барань завоевал серебряную медаль на дистанции 100 м вольным стилем. В 1931 году он завоевал три золотых медали чемпионата Европы, а в 1932 году на Олимпийских играх в Лос-Анджелесе стал обладателем бронзовой медали в эстафете 4×200 м вольным стилем.